# Acropsopilio neozelandiae
Acropsopilio neozelandiae is een hooiwagen uit de familie Caddidae. De wetenschappelijke naam van Acropsopilio neozelandiae gaat terug op Forster.